# Baccharis coridifolia
Espèce
Baccharis coridifolia, appelée mio-mio en portugais, ñio-ñio en espagnol, est une espèce de plantes à fleurs dicotylédones de la famille des Asteraceae, sous-famille des Asteroideae, originaire d'Amérique du Sud. Ce sont des arbrisseaux sempervirents pouvant atteindre 90 cm de haut. 
Toutes les parties de la plante sont toxiques, principalement les fleurs et les graines. La toxicité de la plante est due à des mycotoxines, des trichothécènes macrocycliques produites par des champignons du genre Myrothecium. La toxicité affecte les bovins et les ovins paissant dans des parcours infestés par cette espèce, plus rarement les équidés. 

## Taxinomie

### Synonymes
Selon  Plants of the World online (POWO) (28 octobre 2020) :
- Baccharis montevidensis Sch.Bip. ex Baker
- Eupatorium montevidense Spreng.
- Lanugothamnus montevidensis (Spreng.) Deble

## Liste des sous-espèces
Selon Tropicos (28 octobre 2020) (Attention liste brute contenant possiblement des synonymes) :
- sous-espèce Baccharis coridifolia subsp. bicolor Joch. Müll.
- sous-espèce Baccharis coridifolia subsp. coridifolia